# Lipniczki
Lipniczki – wieś w Polsce położona w województwie kujawsko-pomorskim, w powiecie toruńskim, w gminie Łysomice.
W latach 1975–1998 miejscowość administracyjnie należała do województwa toruńskiego. Według Narodowego Spisu Powszechnego (III 2011 r.) liczyła 382 mieszkańców. Jest ósmą co do wielkości miejscowością gminy Łysomice.

## Historia
Był to majątek rycerski po raz pierwszy wzmiankowany w 1438 r. Właścicielem jego był wówczas Hans von der Linde. Następnie miejscowość należała do rodu Lipnickich. Na początku XVIII wieku własność Baumgartów, a później Borowskiego, Reichela, Tietzena, Lorentza i Kentzerów (dwudziestolecie międzywojenne). Do występujących tu zabytków można zaliczyć dwór z przełomu XIX/XX wieku, częściowo przebudowany. W jego okolicy znajduje się park dworski, na którego terenie w XIX wieku został utworzony park krajobrazowy (choina kanadyjska, sosna wejmutka). 
W 1928 roku właściciel Lipniczek Tadeusz Kentzner został odznaczony Złotym Krzyżem Zasługi za „wzorową gospodarkę rolną”.
Od 1954 roku znajduje się tu Rolnicza Spółdzielnia Produkcyjna.
Rzeźba terenu w okolicy wsi jest nieurozmaicona. Przez miejscowość przepływa rzeka Struga Toruńska.